# Senna chrysocarpa
Senna chrysocarpa là một loài thực vật có hoa trong họ Đậu. Loài này được (Desv.) H.S.Irwin & Barneby miêu tả khoa học đầu tiên.